# Alchemilla oriturcica
Alchemilla oriturcica är en rosväxtart som beskrevs av B. Pawl.. Alchemilla oriturcica ingår i släktet daggkåpor, och familjen rosväxter. Inga underarter finns listade i Catalogue of Life.